# Жарки (Галичский район)
Жарки — деревня в составе Дмитриевского сельского поселения Галичского района Костромской области России.

## География
Деревня расположена у реки Тёбза.

## История
Согласно Спискам населённых мест Российской империи в 1872 году деревня относилась к 1 стану Галичского уезда Костромской губернии. В ней числилось 13 дворов, проживало 43 мужчины и 64 женщины.
Согласно переписи населения 1897 года в деревне проживало 115 человек (55 мужчин и 60 женщин).
Согласно Списку населённых мест Костромской губернии в 1907 году деревня относилась к Холмовской волости Галичского уезда Костромской губернии. По сведениям волостного правления за 1907 год в ней числилось 20 крестьянских дворов и 89 жителей. Основным занятием жителей деревни был малярный промысел.
До муниципальной реформы 2010 года деревня входила в состав Пронинского сельского поселения.

## Население
| 2008 | 2010 | 2012 | 2014 |
| ---- | ---- | ---- | ---- |
| 1    | ↘0   | ↗1   | →1   |